# 高橋百合子
高橋 百合子（たかはし ゆりこ、1973年7月28日 - ）は、日本の重量挙げ選手。シドニーオリンピック日本代表、1996年世界選手権銅メダリスト。女子59kg級・64kg級元日本記録保持者。

## 経歴
新潟県出身。
騎西高校卒業後、埼玉短期大学に進み、卒業後も職員として同短大に在籍し、自国開催となった1994年広島アジア大会にて64kg級で銅メダルを獲得。1996年世界選手権では58kg級にてクリーン&ジャークで1位を記録し、銅メダルを獲得する。
その後、結婚・出産のために一度現役を引退したが、女子が2000年シドニー大会よりオリンピック種目に加わることから復帰を決意。自衛隊体育学校所属。シドニーオリンピックに出場を果たしたが、失格に終わった。